# L'altare dell'Eden
L'altare dell'Eden (Altar of Eden) è un romanzo di fantascienza di James Rollins.

## Trama
Aprile 2003 in Iraq e Baghdad è stata appena conquistata dall'esercito americano: la città è in preda ad uno sciacallaggio diffuso e, mentre i soldati cercano di arginare rapine e saccheggi, alcuni uomini s'intrufolano nel laboratorio segreto del giardino zoologico cittadino, per lo sviluppo di armi biologiche, per trafugare di nascosto il risultato di un esperimento genetico rivoluzionario.
Anni dopo a New Orleans, all'interno di un peschereccio, senza equipaggio, naufragato sulle coste della Louisiana, nella stiva c'è un carico clandestino di animali esotici. Questo è lo scenario che si presenta alla veterinaria Lorna Polk, responsabile del centro per la Ricerca sulle Specie a Rischio Audubon del delta del Mississippi in Louisiana a New Orleans. Chiamata dalle autorità per prestare le prime cure al carico di animali e incuriosita dalle loro strane caratteristiche fisiche e soprattutto dalla loro inusuale intelligenza, Lorna sospetta che siano cavie di esperimenti genetici e decide d'indagare sulla provenienza di quel misterioso carico. Mentre uno degli animali è scappato tra le paludi del Mississippi, seminando il caos, lei sarà costretta ad affrontare una verità sconvolgente, e si troverà a un passo dallo svelare un segreto collegato all'origine stessa della razza umana.

## Edizioni
- James Rollins, L'altare dell'Eden, traduzione di E., Budetta, collana Narrativa Nord, Nord, 2007,  p. 440, ISBN 978-88-429-1722-9.